# 連方瑀
方 瑀（ほう う、1943年4月14日 - ）または連方 瑀（れんほう う）は、中華民国の政治家、作家。連戦元中華民国副総統の妻で、「連」とは結婚を機に冠する夫の姓である。元中華民国第二夫人。

## 略歴
籍貫は浙江省海寧市で、1943年4月14日に重慶市に生まれた。父の方声恒は国立台湾大学物理系の教授。母の汪積賢は強恕中学の教員。
1946年、父親に連れられ台湾に引っ越す。台北市立中山女子高級中学卒業。台湾で最も有名な国立台湾大学で学んだ後、米国コネチカット大学で造詣を深め。新入生年、方瑀は台湾に第三回の「中華民国小姐」の勝者を獲得しました。
1965年9月5日、連戦と結婚。
後、東呉大学の中文系担当教員となった。

## 家族
- 父：方声恒（マサチューセッツ工科大学卒業、国立台湾大学物理系の教授）
- 母：汪積賢（南京金陵大学卒業、強恕中学の教員）
- 長男：連勝文（妻蔡依珊）[2]
  - 長孫：連定捷
  - 次孫：連安捷
- 次子：連勝武（妻路永佳）
  - 長孫：連安捷
- 長女：連惠心（婿陳弘元）
- 次女：連咏心

## 著書
- (中国語) 『半世紀の相逢』. 北京市: 人民文学出版社. (2006年9月1日). ISBN 9787020053308